# Tschinvali (distrikt)
Tschinvali (georgiska: ცხინვალის რაიონი, Tschinvalis raioni) är ett distrikt i Georgien, med staden Tschinvali som administrativt centrum. Distriktet ligger i regionen Inre Kartlien, i den del som kontrolleras av utbrytarrepubliken Sydossetien.